# Dangerous Woman
Dangerous Woman é o terceiro álbum de estúdio da cantora e compositora norte-americana Ariana Grande, lançado em 20 de maio de 2016 através da Republic Records. Grande começou a trabalhar no álbum pouco tempo após o lançamento de seu segundo álbum de estúdio, My Everything (2014). Grande serviu como produtora executiva do projeto, ao lado de Max Martin e Savan Kotecha. O álbum contém colaborações com Nicki Minaj, Lil Wayne, Macy Gray e Future.
Liricamente, Dangerous Woman gira em torno do amor, relacionamentos destrutivos e rebeldia. Principalmente um disco pop e R&B, o álbum incorpora dance, disco, house, trap, reggae e electropop. Recebeu avaliações positivas dos críticos, muitos dos quais elogiaram as proezas vocais de Grande, o conteúdo lírico amadurecido e sua adaptação a diferentes estilos musicais. O álbum também apareceu em múltiplas listas de fim de ano de 2016. Dangerous Woman e seus singles foram indicados a vários prêmios, incluindo dois Grammy Awards. O álbum rendeu Grande uma vitória ao prêmio de Artista do Ano no American Music Awards de 2016, bem como ao prêmio de Álbum Internacional do Ano no Japan Gold Disc Awards de 2017.
Dangerous Woman gerou quatro singles, incluindo "Side to Side" e a faixa-título, as quais alcançaram o top dez da Billboard Hot 100, bem como "Into You", que atingiu o top dez em múltiplos territórios. O álbum estreou na segunda posição da Billboard 200, tornando-se o primeiro e único álbum de Grande a não estrear no topo da tabela. Internacionalmente, o álbum alcançou o topo dos gráficos da Austrália, Brasil, Itália, Irlanda, Nova Zelândia, Espanha e Reino Unido. Para promover o álbum, Grande embarcou na Dangerous Woman Tour em 2017, que faturou mais de US$71 milhões.

## Composição
Em 24 de Agosto de 2014, Grande lançou seu segundo álbum de estúdio My Everything, estreou na primeira posição do Billboard 200 e vendeu 169,000 cópias na primeira semana. Meses depois do lançamento, Grande revelou que seu terceiro álbum se intitularia Moonlight através do Twitter, que também viria com a faixa titulo de mesmo nome. Seguindo os rumores sobre a data de lançamento do álbum, Grande oficialmente anunciou o primeiro single do Moonlight chamado "Focus" durante a aparicção da mesma no The Tonight Show Starring Jimmy Fallon em 15 de Setembro de 2015. "Focus" foi lançada digitalmente em 30 de Outubro de 2015. A canção estreou em número 7 na Billboard Hot 100 sendo esse seu pico, vendendo 113,000 cópias na primeira semana nos Estados Unidos. Em entrevista à estação de rádio U.K KISS a cantora disse que a faixa era um caso atípico. "Por isso eu lancei 'Focus' primeiro, porque era a única que tinha aquele tipo de som." Ela também afirmou para à estação: "Eu estou ansiosa para os próximos mmeses não somente para finalizar [Moonlight] mas para ter tempo inteiro onde eu realmente possa focar na música."

## Lançamento e promoção
Grande anunciou o título final do álbum em 22 de fevereiro de 2016 através de seu Snapchat. Dois dias depois, Grande lançou um site para promover seu álbum, que inclui uma secção de "chá" em que a cantora traz novas informações sobre o álbum, bem como uma seção "Shop", na qual a mercadoria relacionada com o álbum é vendido. A capa oficial do álbum foi lançada em 10 de março através de contas de mídia social de Grande e em seu site oficial. Em 12 de março de 2016, Grande apresentou e cantou no programa da NBC Saturday Night Live as canções "Dangerous Woman" e "Be Alright". Em abril, Grande apresentou "Leave Me Lonely" ao vivo na  abertura da Arena Las Vegas T-Mobile e se apresentou no MTV Movie Awards 2016. Em 13 de maio de 2016, Grande anunciou através da sua conta no Instagram que uma nova canção do álbum estrearia exclusivamente no Apple Music todos os dias até o lançamento do álbum. Grande promoveu o lançamento do álbum com performances televisionada no Billboard Music Awards 2016, no Jimmy Kimmel Live! e Good Morning America. Em 25 de maio, ela cantou "Into You" e fez um dueto com Christina Aguilera em "Dangerous Woman" no The Voice.

## Singles
A canção "Focus", foi lançada em 30 de outubro de 2015. Embora tenha sido inicialmente concebido para ser o primeiro single, não foi incluído nas edições padrão e norte-americanas do Dangerous Woman. No entanto , foi incluída como faixa bônus na edição japonesa do álbum. A canção já vendeu mais de 4,2 milhões de cópias em todo mundo e alcançou a posição de número #7 na Billboard Hot 100.
O primeiro single e faixa-título, "Dangerous Woman", foi lançado em 11 de março de 2016, junto com a pré-venda do álbum no iTunes Store. Ele foi anunciado no dia 1 de Março de 2016 por Grande. Um trecho da canção foi lançada como música de fundo para o Victoria's Secret Swim Special em 9 de março de 2016. Foi enviado para as rádios em 15 de março de 2016. A canção se tornou sétimo top 10 de Ariana na Billboard Hot 100, bem como o seu quinto single a estrear no top 10, tendo seu pico em #8. A canção já vendeu mais de 6,5 milhões de cópias em todo mundo.
O segundo single, "Into You", foi lançado em 6 de maio de 2016. Alcançou o número #13 na Hot 100, já vendeu cerca de 7,5 milhões de cópias em todo mundo.
"Side to Side", com participação de Nicki Minaj, foi enviada para rádios urban estadunidenses em 30 de agosto de 2016, servindo como o terceiro single do disco. A canção já vendeu mais de 10,3 milhões de cópias em todo mundo sendo o terceiro single de Ariana a ultrapassar a marca  mundo e alcançou a posição de número #4 na Billboard Hot 100, permanecendo no top 10 por 16 semanas consecultivas.
Em 3 de janeiro de 2017, Ariana Grande anunciou através de suas redes sociais que "Everyday", parceria com o rapper Future, seria lançada como quarto single do disco. O lançamento oficial nas rádios rhythmic norte-americanas ocorreu em 10 de janeiro de 2017. A canção teve sua estreia na Billboard Hot 100 em #85 e pico em #55, se tornando a 23º canção de Grande a entrar no chart. Seu videoclipe foi lançado em 26 de Fevereiro de 2017 e já possui mais de 102 milhões de visualizações no YouTube. A canção já vendeu cerca de 2 milhões de cópias em todo o mundo.

### Singlespromocionais
O primeiro single promocional, "Be Alright", foi lançado em 18 de março de 2016. A canção alcançou a posição #3 no iTunes americano e debutou na posição de número #43 na Billboard Hot 100. O segundo single promocional, "Let Me Love You" com Lil Wayne , foi lançado em 18 de abril de 2016, E debutou em #99 na Billboard Hot 100. Um clipe para a canção foi disponibilizado na Vevo e já acumula mais de 200 milhões de visualizações. "Jason's Song" ("Gave It Away"), foi lançado como terceiro e último single promocional do álbum em 16 de setembro de 2016. Antes de ser oficializada como segundo single, "Into You" havia sido liberada como terceiro single promocional do álbum.

## Lista de faixas
| Dangerous Woman – Edição padrão internacional |                                        |                                                                             |                             |         |  |
| N.º                                           | Título                                 | Compositor(es)                                                              | Produtor(es)                | Duração |  |
| 1.                                            | "Moonlight"                            | Ariana Grande Tommy Brown Victoria McCants Peter Lee Johnson                | TB Hits                     | 3:22    |  |
| 2.                                            | "Dangerous Woman"                      | Johan Carlsson Ross Golan Max Martin                                        | Martin Carlsson             | 3:56    |  |
| 3.                                            | "Be Alright"                           | Grande Brown McCants Khaled Rohaim Nicholas Audino Lewis Hughes Willie Tafa | Twice as Nice TB Hits       | 2:57    |  |
| 4.                                            | "Into You"                             | Grande Martin Savan Kotecha Alexander Kronlund Ilya Salmanzadeh             | Martin Salmanzadeh          | 4:04    |  |
| 5.                                            | "Side to Side" (part. de Nicki Minaj)  | Grande Salmanzadeh Martin Onika Maraj Kronlund Kotecha                      | Martin Salmanzadeh          | 3:46    |  |
| 6.                                            | "Let Me Love You" (part. de Lil Wayne) | Grande Brown McCants Steven Franks Dwayne Carter                            | TB Hits Mr. Franks          | 3:43    |  |
| 7.                                            | "Greedy"                               | Martin Kotecha Kronlund Salmanzadeh                                         | Ilya Martin                 | 3:34    |  |
| 8.                                            | "Leave Me Lonely" (part. de Macy Gray) | Brown Franks Thomas Parker Lumpkins McCants                                 | TB Hits Mr. Franks Lumpkins | 3:49    |  |
| 9.                                            | "Everyday" (part. de Future)           | Grande Kotecha Salmanzadeh Nayvadius Wilburn                                | Salmanzadeh                 | 3:14    |  |
| 10.                                           | "Bad Decisions"                        | Grande Martin Kotecha Salmanzadeh                                           | Martin Salmanzadeh          | 3:46    |  |
| 11.                                           | "Thinking Bout You"                    | Peter Svensson Chloe Angelides Jacob Kasher Hindlin Mathieu Jomphe Lépine   | Svensson Billboard          | 3:20    |  |
| Duração total:                                | Duração total:                         | Duração total:                                                              | Duração total:              | 39:31   |  |

| Dangerous Woman – Edição deluxe internacional e edição padrão estadunidense |                             |                                                                           |                             |         |  |
| N.º                                                                         | Título                      | Compositor(es)                                                            | Produtor(es)                | Duração |  |
| 10.                                                                         | "Sometimes"                 | Martin Kotecha Salmanzadeh Peter Svensson                                 | Martin Salmanzadeh          | 3:46    |  |
| 11.                                                                         | "I Don't Care"              | Grande Travis Sayles Franks Brown Michael Foster McCants                  | TB Hits Mr. Franks Travesty | 2:58    |  |
| 12.                                                                         | "Bad Decisions"             | Grande Martin Kotecha Salmanzadeh                                         | Martin Salmanzadeh          | 3:46    |  |
| 13.                                                                         | "Touch It"                  | Martin Kotecha Svensson Ali Payami                                        | Martin Payami               | 4:20    |  |
| 14.                                                                         | "Knew Better / Forever Boy" | Grande Franks McCants Foster Ryan Tedder Brown                            | TB Hits Mr. Franks Tedder   | 4:59    |  |
| 15.                                                                         | "Thinking Bout You"         | Peter Svensson Chloe Angelides Jacob Kasher Hindlin Mathieu Jomphe Lépine | Svensson Billboard          | 3:20    |  |
| Duração total:                                                              | Duração total:              | Duração total:                                                            | Duração total:              | 55:34   |  |

| Dangerous Woman – Edição japonesa (faixa bônus) |                |                                            |                |         |  |
| N.º                                             | Título         | Compositor(es)                             | Produtor(es)   | Duração |  |
| 16.                                             | "Focus"        | Grande Martin Kotecha Svensson Salmanzadeh | Martin Ilya    | 3:31    |  |
| Duração total:                                  | Duração total: | Duração total:                             | Duração total: | 59:05   |  |

| Dangerous Woman – Edição exclusiva das lojas Target e relançamento digital de 2021 |                               |                                                                       |                                   |         |  |
| N.º                                                                                | Título                        | Compositor(es)                                                        | Produtor(es)                      | Duração |  |
| 16.                                                                                | "Step on Up"                  | Brown McCants Audino Shane Stevens Ryan Vojtesak Hughes Jamil Chammas | Vojtesak Twice as Nice Brown      | 3:01    |  |
| 17.                                                                                | "Jason's Song (Gave It Away)" | Grande Jason Robert Brown                                             | Jason Robert Brown Jeffrey Lesser | 4:25    |  |
| Duração total:                                                                     | Duração total:                | Duração total:                                                        | Duração total:                    | 63:00   |  |

| Dangerous Woman – Edição deluxe japonesa (faixa bônus) |                |                                     |                |         |  |
| N.º                                                    | Título         | Compositor(es)                      | Produtor(es)   | Duração |  |
| 18.                                                    | "Focus"        | Grande Martin Kotecha Svensson Ilya | Martin Ilya    | 3:31    |  |
| Duração total:                                         | Duração total: | Duração total:                      | Duração total: | 66:31   |  |

| Dangerous Woman – Edição deluxe japonesa (DVD bônus) |                                   |         |  |
| N.º                                                  | Título                            | Duração |  |
| 1.                                                   | "Dangerous Woman" (vídeo musical) | 3:56    |  |
| 2.                                                   | "Dangerous Woman" (a capella)     | 3:58    |  |
| 3.                                                   | "Focus" (vídeo musical)           | 3:45    |  |
| 4.                                                   | "Focus" (lyric video)             | 3:35    |  |
| Duração total:                                       | Duração total:                    | 15:15   |  |

## Desempenho nas paradas musicais

### Posições
| Paradas (2016)                                            | Melhor posição |
| --------------------------------------------------------- | -------------- |
| Alemanha (Media Control Charts)                           | 6              |
| Austrália (ARIA Charts)                                   | 1              |
| Áustria (Ö3 Austria top 40)                               | 5              |
| Bélgica (Ultratop 50 de Flandres)                         | 2              |
| Bélgica (Ultratop 40 da Valônia)                          | 6              |
| Brasil (ABPD)                                             | 1              |
| Canadá (Canadian Albums Chart)                            | 2              |
| Coreia do Sul (Gaon International Albums Chart)           | 1              |
| Croácia (Hrvatska Diskografska Udruga)                    | 8              |
| Dinamarca (IFPI Dinamarca)                                | 5              |
| Escócia (Scottish Singles and Albums Charts)              | 3              |
| Espanha (Productores de Música de España)                 | 1              |
| Estados Unidos (Billboard 200)                            | 2              |
| Finlândia (IFPI Finlândia)                                | 6              |
| França (Syndicat National de l'Édition Phonographique)    | 8              |
| Grécia (IFPI Grécia)                                      | 4              |
| Irlanda (IRMA Albums Chart)                               | 1              |
| Itália (Federazione Industria Musicale Italiana)          | 1              |
| Japão (株式会社オリコン)                                  | 2              |
| México (Asociación Mexicana de Productores de Fonogramas) | 1              |
| Noruega (VG-Lista)                                        | 1              |
| Nova Zelândia (The Official New Zealand Music Chart)      | 1              |
| Países Baixos (MegaCharts)                                | 1              |
| Polônia (Związek Producentów Audio Video)                 | 8              |
| Portugal (Associação Fonográfica Portuguesa)              | 4              |
| Reino Unido (UK Albums Chart)                             | 1              |
| Suécia (Swedish Recording Industry Association)           | 4              |
| Suíça (Schweizer Hitparade)                               | 3              |
| Taiwan (G-Music)                                          | 1              |

## Vendas e certificações
| Região | Certificação | Vendas     |
| --- | ------------ | ---------- |
| Áustria (IFPI Áustria) | Platina      | 15,000*    |
| Brasil (Pro-Música Brasil) | 3× Platina   | 120,000*   |
| Canadá (Music Canada) | 2× Platina   | 160,000^   |
| Dinamarca (IFPI Dinamarca) | Platina      | 20,000^    |
| Estados Unidos (RIAA) | Platina      | 1,000,000‡ |
| França (SNEP) | Platina      | 100,000*   |
| Itália (FIMI) | Ouro         | 25,000*    |
| Japão (RIAJ) | Ouro         | 100,000^   |
| México (AMPROFON) | 3× Platina   | 25,000^    |
| Polônia (ZPAV) | Platina      | 20,000*    |
| Reino Unido (BPI) | Platina      | 241,909    |
| Suécia (GLF) | Ouro         | 20,000^    |
| *números de vendas baseados somente na certificação ^distribuições baseadas apenas na certificação ‡vendas+valores de streaming baseados somente na certificação |              |            |

## Histórico de lançamento
| País           | Data                   | Versão          | Formato             | Gravadora          | Ref.          |
| -------------- | ---------------------- | --------------- | ------------------- | ------------------ | ------------- |
| Mundo          | 20 de maio de 2016     | Padrão          | CD download digital | Republic Universal | [ 75 ]        |
| Mundo          | 20 de maio de 2016     | Deluxe          | CD download digital | Republic Universal | [ 75 ]        |
| Estados Unidos | 19 de setembro de 2016 | Deluxe          | LP                  | Republic Universal | [ 76 ] [ 77 ] |
| Japão          | 18 de novembro de 2016 | Edição de Natal | CD                  | Universal          | [ 29 ]        |